# Плёсский уезд
Плёсский (Плёсовский) уезд — административно-территориальная единица Российской империи с центром в городе Плёсе, существовавшая в 1778—1796 годах.
Плёсский уезд был образован указом от 5 сентября 1778 года в составе Костромской области Костромского наместничества. Центром уезда стал пригородок Плёс, преобразованный при этом в город.
31 декабря 1796 года Костромское наместничество было преобразовано в Костромскую губернию, а Плёсский уезд был упразднён. При этом его территория была разделена между Кинешемским, Костромским и Нерехтским уездами.